# Boa Vista do Incra
Boa Vista do Incra é um município brasileiro do estado do Rio Grande do Sul. Sua população estimada em 2018 foi de 1 230 habitantes.